# 埃尔卡斯特利亚尔
埃尔卡斯特利亚尔，是西班牙阿拉贡自治区特鲁埃尔省的一个市镇。总面积50平方公里，总人口87人（2001年），人口密度2人/平方公里。